# Бутенко Роман Анатолійович
Рома́н Анато́лійович Буте́нко (нар. 30 березня 1980 — пом. 30 листопада 2012) — український футболіст, півзахисник та нападник, відомий завдяки виступам у складі харківського «Арсенала», «Шахтаря-2» та низці інших українських та вірменських клубів. Екс-гравець молодіжної збірної України. Учасник чемпіонату Європи 1996 серед гравців віком до 16 років.

## Життєпис
Роман Бутенко — вихованець харківського спортінтернату. У юному віці потрапив до системи донецького «Шахтаря». Навесні 1996 року у складі юнацької збірної України взяв участь у Чемпіонаті Європи серед гравців віком до 16 років, що проходив у Австрії. Українські юнаки не змогли подолати груповий етап фінальних змагань, набравши всього 4 очки у трьох поєдинках. У серпні того ж року дебютував у складі «Шахтаря-2» в чемпіонаті другої ліги, з'явившись на полі в поєдинку проти іллічівського «Портовика» (1:0). Загалом у складі другої команди «гірників» Бутенко провів 110 матчів, у яких відзначився дев'ятьма забитими м'ячам. Також двічі виходив на поле у складі «Шахтаря-3». Залучався до ігор молодіжної збірної України.
Другу половину сезону 2000/01 Роман провів у складі олександрійської «Поліграфтехніки», однак гравцем основи так і не став, тож по завершенні сезону залишив клуб та переїхав до Житомира, де приєднався до місцевого «Полісся». Втім, у новій команді справи у Бутенка також складалися не найкращим чином і наступний сезон молодий форвард провів у розташуванні аматорського клубу ВАВК (Володимирівка).
На початку 2003 року Роман Бутенко поповнив лави харківського «Арсенала», за який виступав до листопада 2004 року, доклавши зусиль до історичного виходу харків'ян до вищої ліги. У травні-червні 2006 року брав участь у чемпіонаті під егідою ААФУ у складі «Локомотива» з Дворічної. На початку 2007 року вирушив до Вірменії, де захищав кольори «Бананца», втім вже влітку повернувся на Батьківщину та уклав угоду з донецьким «Титаном», що виступав у другій лізі.
На початку 2008 року Бутенко став гравцем «Металіста», однак протягом шести місяців грав виключно за дублюючий склад харків'ян. Цікаво, що тренери використовували його здебільшого на позиції правого захисника. У основі «Металіста» провів лише один матч, вийшовши на заміну у грі з «Чорноморцем», що відбулася 16 травня 2009 року. Цей поєдинок став останнім у професійній кар'єрі Романа Бутенка. Влітку він отримав статус вільного агента, але працевлаштуватися у професійному клубі так і не зумів — перегляд у таборі луганської «Зорі» підписанням контракту так і не завершився.
У 2010–2011 роках виступав за футбольні клуби «Конті» та «Макіїввугілля», що змагалися у чемпіонаті Донецької області.
30 листопада 2012 року загинув у автомобільній катастрофі.

## Досягнення
- Срібний призер чемпіонату Вірменії (1): 2007
- Срібний призер першої ліги чемпіонату України (1): 2004/05
- Бронзовий призер першої ліги чемпіонату України (1): 2000/01
- Переможець групи В другої ліги чемпіонату України (1): 1997/98
- Брав участь у «бронзовому» (2008/09) сезоні «Металіста», однак провів всього 1 матч, чого замало для отримання медалей